# Фэрфилд (Айдахо)

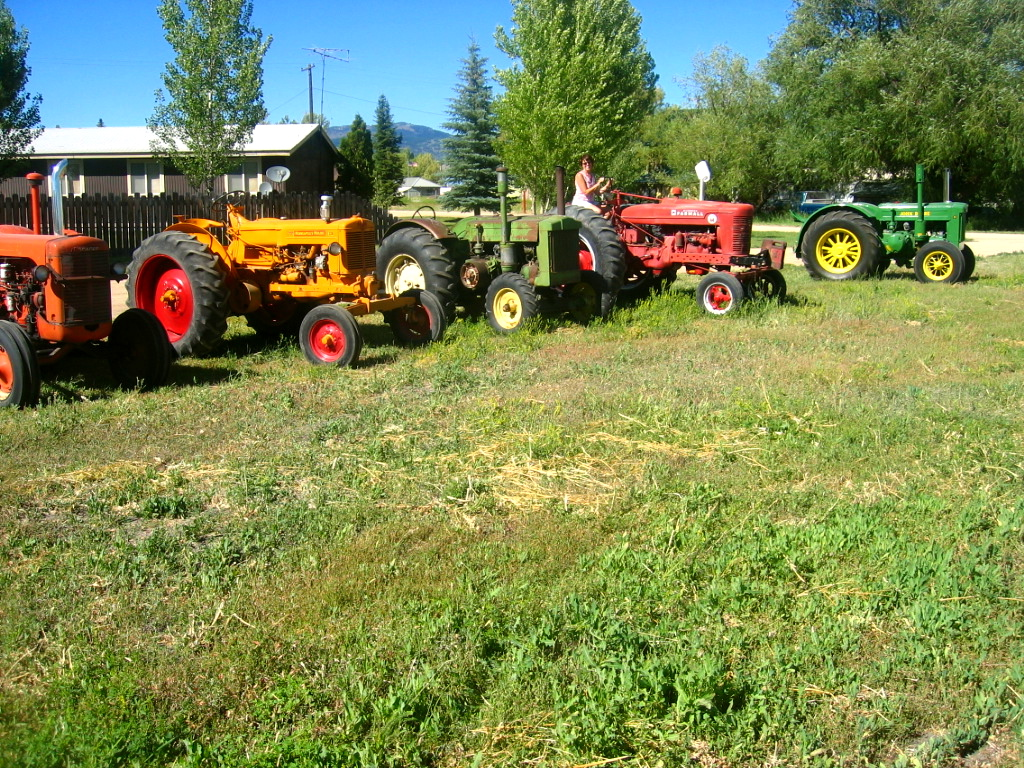
Тракторы в Фэрфилде

Фэрфилд (англ. Fairfield) — город в США, расположенный в центральной части штата Айдахо, административный центр округа Камас. По данным переписи населения 2010 года число жителей составляло 416 человек. По оценкам Бюро переписи населения США в 2016 году в городе проживало 389 человек.
Город был показан в эпизоде «Ужасающая симметрия» 2 сезона сериала «Секретные материалы».

## География и климат

### Географические сведения
Фэрфилд находится центральной части штата Айдахо. Координаты города: 43°20′46″ с. ш. 114°47′28″ з. д.. Площадь города составляет 2,27 км2, полностью занятых сушей. Высота центра — 1 544 м над уровнем моря.

### Климат
Согласно классификации климатов Кёппена, в городе Фэрфилд преобладает тёплый летний континентальный климат (Dfb).
| Показатель                    | Янв.  | Фев.  | Март  | Апр.  | Май  | Июнь | Июль | Авг. | Сен.  | Окт.  | Нояб. | Дек.  | Год   |
| ----------------------------- | ----- | ----- | ----- | ----- | ---- | ---- | ---- | ---- | ----- | ----- | ----- | ----- | ----- |
| Абсолютный максимум, °C       | 8,9   | 17,2  | 21,1  | 28,3  | 34,4 | 37,2 | 38,3 | 37,8 | 35,6  | 30,6  | 20,6  | 12,8  | 38,3  |
| Средний суточный максимум, °C | −1,8  | 1,2   | 5,6   | 12,8  | 19,1 | 24,1 | 29,8 | 29   | 23,9  | 17,2  | 6,6   | −0,3  | 13,9  |
| Средняя температура, °C       | −8,2  | −6,1  | −1,4  | 5,2   | 10,3 | 14,4 | 18,8 | 17,9 | 12,9  | 7,2   | −0,6  | −6,7  | 5,3   |
| Средний суточный минимум, °C  | −14,9 | −13,3 | −8,4  | −2,4  | 1,6  | 4,8  | 7,9  | 6,7  | 2     | −2,7  | −7,7  | −13,2 | −3,3  |
| Абсолютный минимум, °C        | −41,1 | −38,9 | −31,1 | −19,4 | −9,4 | −7,2 | −3,3 | −5   | −11,7 | −22,2 | −29,4 | −40   | −41,1 |
| Норма осадков, мм             | 58    | 42    | 31    | 26    | 31   | 23   | 11   | 10   | 16    | 20    | 45    | 58    | 372   |
| Источник: weatherbase.com     |       |       |       |       |      |      |      |      |       |       |       |       |       |

## Население
Согласно переписи населения 2010 года в городе проживало 416 человек. Общее количество домохозяйств — 176, семей — 109. Расовый состав города: 93 % — белые, 0,96 % — коренные жители США, 0,24 % — азиаты, 1,4 % — другие расы, 4,4 % — две и более расы. Число испаноязычных жителей любых рас составило 6,3 %.
Население города по возрасту распределилось таким образом: 26,4 % — жители моложе 18 лет, 5,6 % — от 18 до 24, 29,6 % находились в возрасте от 25 до 44 лет, 27,4 % — от 45 до 64, 11,1 % — 65 лет и старше. Гендерный состав: 51,9 % — мужчины и 48,1 % — женщины..

## Инфраструктура и транспорт
Главная улица Фэрфилда — Солдат-роуд. К ней можно добраться по двухполосной неразделённой магистрали US 20, которая соединяется на западе с автомагистралью I-84, недалеко от города Маунтин-Хом, а на востоке с автомагистралью 75 в округе Блэйн. В 6,4 км к востоку от города начинается государственная автомагистраль 46, идущая на юг до Гудинга.

## Образование
Фэрфилд обслуживается школьным округом Камас № 121. В городе функционирует Средняя школа округа Камас

## Отдых и туризм
Находящиеся к северу от города Национальный лес Сотут, Солдатские горы и Дымчатые горы предлагают много возможностей для отдыха и туризма. В 19 км от города в Солдатский горах находится Горнолыжный курорт, открытый в 1948 году. В 26 км к западу от Фэрфилда находится область для сноукайтинга, известная во всём мире как одно из лучших мест для занятия этим видом экстремального спорта. В 70 км к северо-востоку расположен горнолыжный курорт Сан-Валли. В 16 км к востоку от города расположено водохранилище Мэджик, предлагающее возможности рыбалки, кемпинга и охоты. В 50 км к востоку от города протекает река Сильвер Крик, на которой имеются возможности для ловли рыбы нахлыстом.

## События
В 2016 году стало известно, что американский актёр Брюс Уиллис планирует строительство аэропорта на сельскохозяйственных землях, в 19 км к востоку от Фэрфилда. Строительство началось во второй половине того же года, но в сентябре оно было приостановлено в связи с возражениями жителей города. По их мнению, место стройки аэропорта было зонировано под сельское хозяйство. Поэтому новая взлётно-посадочная полоса могла бы навредить его ведению и дикой природе. Несмотря на недовольство граждан, комиссары округа Камас внесли изменения в план зонирования, что позволило бы продолжить строительство аэропорта.
Но в январе 2017 года строительство вновь остановилось. Несколько жителей Фэрфилда подали в суд на комиссаров округа, заявив, что они незаконно изменили постановление о зонировании. 19 мая 2017 года истцы выиграли иск. В результате строительство аэропорта на этой территории было признано незаконным, а председатель правительства Барб Катлер подала в отставку. Но 4 октября комиссия провела ещё одно общественное слушание по поводу изменений плана зонирования территории. Большинство жителей Фэрфилда оставались при своём мнении и возражали против строительства аэропорта. Но их недовольство ни к чему ни привело — 27 ноября 2017 года комиссары округа единогласно и окончательно одобрили поправку к постановлению о зонировании округа, что позволит строить на данной территории частные аэропорты неограниченного размера.